# Договорът в куфарчето (2015)
Договорът в куфарчето (2015) е кеч турнир, продуциран от Световната Федерация по кеч. Проведен е на 14 юни 2015 в Nationwide Arena в Кълъмбъс, Охайо.
Беше шесто подред събитие под името „Договорът в куфарчето“. Беше първия турнир след Вражда през 2004 г. Договорът в куфарчето беше наличен за абонати на Мрежата на WWE.
Шест мача се проведоха по време на шоуто и друг преди шоуто. Договорът е спечелен от Шеймъс. Главният мач е със стълби за Световната титла в тежка категория на Федерацията, където Сет Ролинс запазва титлата срещу Дийн Амброус.

## Продукция

### Заден план
Турнирите Договорът в Куфарчето включват тях собствен мач със Стълби, където няколко кечисти използват стълби за вземат куфарче, което виси над ринга. Победителят получава мач за Световната титла в тежка категория на Федерацията по тях избор до следващата година. Шоуто беше първия турнир, където Джон Сина не е включен в главния мач.

### Сюжетни линии
Договора в куфарчето включваше кеч мачове с участието на различни борци от вече съществуващи сценични вражди и сюжетни линии, които се изиграват по Първична сила, Разбиване и NXT. Борците са добри или лоши, тъй като те следват поредица от събития, които са изградили напрежение и кулминират в мач или серия от мачове.

## Резултати
| #                                                                           | Резултати                                                                                 | Правила                                                                                           | Време |
| 1P                                                                          | Ар Труф победи Крал Барет                                                                 | Сингъл мач                                                                                        | 05:41 |
| 2                                                                           | Шеймъс победи Долф Зиглър, Ренди Ортън, Роумън Рейнс, Кофи Кингстън, Невил и Кейн         | Мас със Стълби за Договора в куфарчето и мач за световната титла в тежка категория на Федерацията | 20:50 |
| 3                                                                           | Ники Бела (ш) победи Пейдж                                                                | Мач за Титилата при Дивите                                                                        | 11:18 |
| 4                                                                           | Грамадата победи Райбак (ш) чрез дисквалификация                                          | Мач за Интерконтинеталната Титла                                                                  | 05:28 |
| 5                                                                           | Джон Сина победи Кевин Оуенс                                                              | Сингъл мач                                                                                        | 19:15 |
| 6                                                                           | Тандем Прайм Тайм (Дарън Йънг и Тайтъс О'нийл) победи Нов Ден (Големия И и Ксейвиър Уудс) | Отборен мач за Отборните Титли на Федерация                                                       | 05:48 |
| 7                                                                           | Сет Ролинс (ш) победи Дийн Амброус                                                        | Мач със Стълби за световната титла в тежка категория на Федерация                                 | 35:40 |
| (ш) – указва шампиона/шампионите в мача; P – показва, че мача е преди шоуто |                                                                                           |                                                                                                   |       |